# 葉山エレーヌ
葉山 エレーヌ（はやま エレーヌ〈Hélène Hayama〉、1982年7月29日 - ）は、日本テレビ放送網総務局ファシリティ推進部所属社員で、元アナウンサー。本名、葉山みゆきエレーヌ（Miyuki Hélène Hayama）。結婚していた時期の本名は、石田エレーヌみゆきで、石田エレーヌの名前で活動していた。父親が日本人で母親がフランス人のハーフ。

## 来歴・人物
身長161cm。フランス・パリ出身。生まれてから2年間は、パリで過ごす。以後、日本とフランスを行き来している。
東邦大学付属東邦中学校・高等学校、明治大学政治経済学部卒業。運動神経抜群で、高校時代は、100メートル11秒台だった。大学時代は、明治大学のアメリカンフットボール部であるグリフィンズに所属し、マネージャーを担当。
2006年、日本テレビ放送網に入社。入社時は登録名を「葉山みゆき」としていたが、2007年4月から2012年5月まで「葉山エレーヌ」に変更。
2007年12月20日に、2008年の日テレ創立55周年を迎え、鈴江奈々や夏目三久と「go!go!ガールズ」を結成した。2009年には、同局の他のアナウンサーらと共同で、2009年の日本テレビPRユニット「ベアーズ」を結成。2007年より『笑点』のアナウンサー大喜利にレギュラー出演している。
2012年4月3日、担当していた『スッキリ!!』の番組内にて4月1日に年下の一般男性と結婚したことを発表。その結婚に伴い、同年6月1日より夫の姓を名乗り「石田エレーヌ」と改名することが報道され、2012年6月より改名した。2012年9月24日、『スッキリ!!』の番組内にて翌年2月に出産予定であることと、出産後も仕事を続ける事を発表した。そして11月30日放送の『スッキリ!!』にて次週から産休に入ることを発表した。2013年2月1日午前、都内の病院で第1子となる男児を出産。
2014年4月17日のスポーツ報知の取材で離婚したことを報告。同月21日より、葉山エレーヌに戻して活動していた。2016年6月の人事で、アナウンス部兼任でインターネット事業局へ異動したとする報道が流れた。2018年6月1日付で総務局に異動、アナウンサーとの兼務が解除となり、アナウンスルームのページからプロフィールが削除された。2020年6月、総務局ファシリティ推進部に異動。2021年6月、同部と兼務の形で不動産管理部に出向。

## 担当番組

### 地上波

#### レギュラー番組
- 天才!!カンパニー（第27回 - 第78回。2006年9月30日 - 2007年9月22日） - 調査員
- あさ天サタデー（2007年4月7日 - 9月29日）
- ウレセン!（2007年4月 - 9月） - リポーター（「葉山カエル」）
- 汐留☆イベント部（2007年4月4日 - 2007年10月）
- 週刊オリラジ経済白書（2007年4月17日 - 9月） - アシスタント
- ドタンバ!!（2008年1月12日 - 3月29日） - MC
- アナ☆パラ（2008年4月1日 - 7月29日） - 火曜キャスター
- NFL倶楽部（2006年シーズン - 2009年シーズン）
- スッキリ!!（2007年10月1日 - 2012年11月30日） - サブ司会
- ハッピーMusic（2010年4月 - 2012年11月23日） - ナレーション
- ヨコハマボウル（毎年6月頃） - フィールドレポーター
- 笑点 - アナウンサー大喜利
- ヒルナンデス!（不定期） - ロケVTRに出演。
- イブニングプレス donna

### CS（シーエス日本）
- 日テレNEWS24（2008年01月01日 - ） - 不定期
- ぷらナビ[12]（日テレプラス 初回と2回目、2007年4月と5月の番組紹介、「猫道リターンズ」取材）
- イチオシ!!日テレ☆アナちゃん ＃8（CS日テレプラス、4月2日他）

#### ドラマ
- サザンthe波乗りレストラン（2008年11月4日） - 外国人女優 役
- ブルドクター 第5話（2011年8月3日） - ニュースキャスター 役
- 35歳の高校生 最終話（2013年6月22日） - 情報番組『朝イチ!』のMC 役（本人役）

### BS日テレ
- go!go!ガールズがご案内!ルノワール＋ルノワール展の魅力、全部見せます!!（2008年4月6日放送）

### その他
- 番町チャンネル（YouTubeコンテンツ：2021年4月 - ） - メーンパーソナリティ

## 劇場アニメ
- それいけ!アンパンマン シャボン玉のプルン（2007年） - ウサギのおねえさん 役
- それいけ!アンパンマン 妖精リンリンのひみつ（2008年） - エレッキー 役

## CM
- 金曜ロードSHOW!（2012年6月1日放送「そんな彼なら捨てちゃえば?」予告）